# Kurt Hruby
Kurt Hruby (* 27. Mai 1921 in Krems an der Donau, Niederösterreich; † 5. September 1992 in Vulaines-sur-Seine bei Troyes) war österreichischer Theologe und Autor.

## Leben
Hruby war der Sohn von Rosa (geb. Kohn) und Max Hruby, besuchte in Krems die Volksschule und das Gymnasium, welches er 1938 mit der Matura abschloss. Er wurde getauft und ist auch durch die Brüder der Mutter mit religiös-jüdischer Erziehung aufgewachsen.
Nach dem Anschluss Österreichs an Hitlerdeutschland versuchte Hubry im Oktober mit einem anderen Kremser, Arthur Rephan und dessen Frau über die Schweizer Grenze zu fliehen. Alle drei wurden von den Schweizer Behörden wieder über die Grenze zurückgeschoben. Auf einem Kohlendampfer (gemeinsam mit Abraham und Fritz Nemschitz aus Krems) gelang Hruby schließlich die Flucht nach Palästina, wohin er seine Mutter nachkommen lassen konnte.
In Palästina arbeitete er als Holzfäller mit seinem Cousin Paul Pisker, war bei den Pionieren des jüdisch-religiösen Kibbuz Sde Elijahu im Jordantal. Dann war er Mitarbeiter der Agence France-Presse in Jerusalem. Er absolvierte eine Jeschiwa und Studien an der Hebräischen Universität.
1949 kehrte Hruby nach Österreich zurück und nahm das Studium der Theologie an der katholischen Universität in Löwen, Belgien, auf.
1953, nach Studienabschluss und Priesterweihe, arbeitete er am Studienzentrum der Zionsschwestern in Paris. Dazu kam 1960 ein Lehrauftrag für Judaistik am Institut Catholique, der katholischen Universität Paris, und seit 1965 ein solcher an dem dortigen Institut Oecuménique. Seit 1957 wirkte er sporadisch an der Zeitschrift JUDAICA mit, ab 1971 als Schriftleiter und Mitarbeiter der Stiftung für Kirche und Judentum in Zürich/Basel.
In seinem 1971 veröffentlichten Werk Die Synagoge verweist Hruby auf einen Grundsatz der Mischna, dass bei einem Verkauf einer Synagoge ein späteres Zurückerwerben möglich zu halten ist. Von Hruby kommt auch der Hinweis, dass die Synagoge seiner Geburtsstadt Krems, ein Bauwerk des Architekten Max Fleischer, im Juni 1938 im Zuge der Sudetenkrise für die Nutzung als Flüchtlingslager für Sudetendeutsche beschlagnahmt wurde und dabei die Inneneinrichtung demoliert wurde. Aufgrund dieser Nutzungsänderung überdauerte die Synagoge die Reichspogromnacht im November 1938. Das Gebäude wurde im Jahr 1978 demoliert.

## Werke
- Juden und Judentum bei den Kirchenvätern; Schriften zur Judentumskunde Band 2; Zürich: Theologischer Verlag Zürich, 1971; ISBN 3-290-14902-1
- Die Synagoge – Geschichtliche Entwicklung einer Institution; Schriften zur Judentumskunde Band 3; Zürich: Theologischer Verlag Zürich, 1971; ISBN 3-290-14903-X
- Die Stellung der jüdischen Gesetzeslehrer zur werdenden Kirche; Schriften zur Judentumskunde Band 4;: Zürich: Theologischer Verlag Zürich, 1971; ISBN 3-290-14904-8
- Aufsätze zum nachbiblischen Judentum und zum jüdischen Erbe der frühen Kirche, in: Peter von der Osten-Sacken, Thomas Willi (Hrsg.): Arbeiten zur neutestamentlichen Theologie und Zeitgeschichte (ANTZ), Berlin, Institut Kirche und Judentum 1996.